# Matky na tahu
Matky na tahu (v anglickém originále Bad Moms) je americký komediální film z roku 2016. Režie a scénáře se ujali Jon Lucas a Scott Moore. Ve snímku hrají Mila Kunis, Kristen Bellová, Kathryn Hahn, Jay Hernandez, Jada Pinkett Smith a Christina Applegate.
Natáčení filmu bylo zahájeno 11. ledna 2016 v New Orleans, premiéra se odehrála 19. července v New Yorku. Do kin byl film oficiálně uveden 29. července 2016. Snímek získal směs kritiky a vydělal přes 179 milionů dolarů.

## Obsazení
| Mila Kunis          | Amy Mitchell       |
| Kristen Bellová     | Kiki               |
| Kathryn Hahn        | Carla Dunkler      |
| Christina Applegate | Gwendolyn James    |
| Jada Pinkett Smith  | Stacy              |
| Annie Mumolo        | Vicky              |
| Jay Hernandez       | Jessie Harkness    |
| Lily Singh          | Cathy              |
| Oona Laurence       | Jane Mitchell      |
| Emjay Anthony       | Dylan Mitchell     |
| Billy Slaughter     | veterinář          |
| Wendell Pierce      | ředitel Daryl Burr |
| David Walton        | Mike Mitchell      |
| Megan Ferguson      | Tessa              |
| Wanda Sykesová      | Dr. Elizabeth Karl |
| J. J. Watt          | trenér Craig       |
| Clark Duke          | Dale Kipler        |
| Martha Stewart      | ona sama           |

## Přijetí
Film vydělal přes 113 milionů dolarů v Severní Americe a přes 66 milionů dolarů v ostatních částech, celkově tak vydělal přes 179 milionů dolarů po celém světě. Rozpočet na film činil 20 milionů dolarů. Za první víkend docílil třetí nejvyšší návštěvnost, kdy v 3 215 kinech utržil 23,8 milionů dolarů. Film čelil filmům Nerve: Hra o život a Jason Bourne. V České republice měl premiéru 4. srpna 2016.

## Spin-off
V říjnu 2016 STX Entertainemt oznámil produkci spin-offu nazvaný Bad Dads. Film byl měl mít premiéru 14. července 2017.